# ジェームズ・ビーティー
ジェームズ・スコット・ビーティー（James Scott Beattie, 1978年2月27日 - ）はイングランド・ランカスター出身の元同国代表サッカー選手、指導者。ポジションはFW。

## 生い立ち
ビーティーは1978年にランカスターで生を受けた。家庭は貧しく、父親は自分と同じ境遇にさせまいと息子ジェイムズの教育に力を注ぎ、進学校へ入学させる為に激務に汗を流した。そんな父親の気持ちを十二分に理解していたビーティは、ブラックバーンに位置するインデペンデント・スクールであるクイーン・エリザベス・グラマー・スクールに入学し、熱心に学業に取り組んだ。
学業で優秀な成績を修めると共に、スポーツの分野でも高い運動能力を見せ始め、特に熱中していた競泳では14歳の時に自由形で英国2位の成績を記録している。
幼いころからの練習のしすぎで肩の軟骨がすり減ってしまい水泳は諦めざるを得なかったが、すぐさまダーウィン・ユナイテッドから｢サッカーをやってみないか｣と声がかかり、遊び程度で嗜んでいたサッカーを本格的に始めた。
サッカーの世界でも高い運動能力を武器に頭角を現し始め、16歳の時にブラックバーン・ローヴァーズにスカウトされた。トップクラスのクラブへの入団ということで、当時志していた医師への道に進むべきか、サッカー選手としてプロの道に進むべきかに悩み、父親と共に熟慮を重ねた上でサッカー選手としてプロになることを決断し、1995年8月に練習生契約を結んだ。

## クラブ経歴

### ブラックバーン・ローヴァーズ
ビーティーのプロデビューは、1996年10月26日に行われ、2-0で勝利したアーセナル戦である。ブラックバーンでは、トップチームでは7試合しか出場する機会がなく、得点を挙げることは出来なかった。1998年にサウサンプトンへ移籍することとなった。

### サウサンプトン
ケヴィン・デイヴィスが700万ポンドでローヴァーズへ移籍したことに伴い、1998年7月に100万ポンドでセインツへ加入した。まずまずの滑り出しを見せたものの、度重なる負傷に苦しみ、思うような活躍を見せることが出来なかった。ビーティーがブレイクしたのは、2000-01シーズンであり、18ヵ月ゴールがなかったが、2001年11月から、10試合で10ゴールを挙げ、チームも上位に浮上した。しかし、その後はコンディションを落とし、公式戦で2ゴールを挙げるに止まった。
2001年3月に4年間の契約延長に合意した。
翌シーズンもなかなかゴールを決めることが出来なかったが、2001年9月29日に行われた、ミドルズブラ戦で2ゴールを挙げたことを機に復調し、2ヶ月間負傷で離脱したにも関わらず、最終的には公式戦で14ゴールを挙げた。
2002-03シーズンは、ビーティーが最も得点を挙げたシーズンであり、ファン・ニステルローイらと得点王争いを展開し、最終的には23ゴールで3位に終わったものの、イギリス人のサッカー選手としてはトップの成績を残した。また、アーセナルに敗れはしたが、FAカップでは1976年以来の決勝進出を果たした。
2002年に飲酒運転で摘発され、サウサンプトンでの経歴に傷を付けることとなってしまった。
2005年1月に600万ポンドの移籍金でエヴァートンへと移籍した。

### エヴァートン
600万ポンドの移籍金は当時のエヴァートンのクラブ記録となる移籍金であった。
2004-05シーズンは、シーズン途中の加入であったことや度重なる負傷、チェルシー戦で相手DFのウィリアム・ギャラスに頭突きをして退場、3試合の出場停止処分を受けたことなどがあり、目立った活躍をすることが出来なかった。
2005-06シーズンは、チーム内でのトップスコアラーとなり、リーグ戦で10ゴールを挙げた。また、ホームで行われたチャンピオンズリーグ予備予選のビジャレアル戦においても、1ゴールを決めている。
2006-07シーズンは、デイヴィッド・モイーズの構想から漏れ、33試合に出場したものの、内18試合が途中出場であり、2ゴールを挙げることしか出来なかった。かつての所属クラブであるブラックバーンが獲得に興味を示しているとの噂が流れたが、2007年7月に400万ポンドの移籍金で、シェフィールド・ユナイテッドへ移籍することが発表された。

### シェフィールド・ユナイテッド
2007年8月4日にビーティーは、シェフィールド・ユナイテッドと正式に契約を結んだ。移籍金は400万ポンドで活躍に応じて、最大で450万ポンドに上がるというものだった。この移籍金は、シェフィールドのクラブ記録となる移籍金であった。ブレイズでのチャンピオンシップデビューは、8月11日に行われたコルチェスター・ユナイテッド戦であり、得点も決めている。
ビーティーは多くの得点を挙げ、10月の月間最優秀選手に選出されている。2008年3月まで、ビーティーはプレミアリーグに復帰するのではなかという噂が流れ、アストン・ヴィラなどの複数のクラブが彼に興味を持っているとの報道がなされた。
2008年4月5日のレスター・シティ戦では、ハットトリックを達成、また、その試合を含め、続くシェフィールド・ウェンズデイ戦、バーンリー戦と3試合連続で直接フリーキックから、ゴールを決めている。
2007-08シーズンは、最終的に22ゴールを挙げ、ケヴィン・フィリップスと並び得点ランキングで2位にランクインした（得点王はシルヴァン・イーバンクス＝ブレイク）。シーズン終了後にはクラブの年間最優秀選手に選出されている。
2008-09シーズンは、ロブ・ハルスの移籍に伴い、背番号が9に変更された。ワトフォード戦でシーズン初ゴールを記録すると、その後もゴールを挙げ続け、ストーク・シティに移籍するまで12得点を決めている。

### ストーク・シティ
2009年1月12日に2年半の契約にサインし、プレミアリーグ所属のストーク・シティへ350万ポンドの移籍金で加入。1月27日のスパーズでストークでの初ゴールを記録すると、続くマンチェスター・シティ戦でもゴールを記録し、出場5試合で4得点を挙げる活躍を見せた。クラブは残留争いをしていたが、ビーティーの活躍もあり残留を決め、ビーティーはアンドレイ・アルシャーヴィン、マルアン・フェライニらを抑え、デイリー・メール紙が選ぶ、2008-09シーズン最高の補強選手に選ばれた。
監督のトニー・ピューリスは、安価な移籍金に見合わない大活躍を見せたことと併せて、明るいキャラクターがチームの雰囲気を変えてくれたと、ビーティーを称えている。
翌2009-10シーズンはシーズン前にケガをするなど出遅れたが復帰するとデイヴ・キットソンからポジションを奪い返し、出場機会を得ていた。しかし、2009年12月にトニー・ピューリス監督とドレッシングルームで衝突をするとその後は出場機会を得ることが難しくなった。

### レンジャーズ
2010-2011シーズン前にチームがケンワイン・ジョーンズをサンダランドから獲得すると出場機会が更に減少することが決定的となり、2年契約（1年延長のオプション付）でスコティッシュ・プレミアリーグの強豪レンジャーズFCへ移籍がした。なお、移籍金は180万ユーロだとみられている。
しかし、7試合でノーゴールと結果を残すことはできず、2011年1月にブラックプールへレンタル移籍し、2011年8月に自由契約でレンジャーズから放出された。

## 代表経歴
ビーティーが最も活躍したシーズンである2003年2月13日に行われたオーストラリア代表との親善試合で代表初キャップを記録。試合はオーストラリア代表が3-1で勝利し、オーストラリアのメディアはサッカー史上最大のアップセットの一つと報じた。
当初はマイケル・オーウェンと良いコンビネーションを発揮していると見られていたが、徐々に周囲の評価は厳しくなり、EURO2004のメンバーに選ばれることはなかった。それ以来、ビーティーは代表に招集されなかった。

## 監督経歴
2013年5月13日、ビーティーはアクリントン・スタンリーの監督に就任したが、2014年9月12日に双方の合意に基づき契約を解除した。
2015年6月16日、ビーティーはスウォンジー・シティのトップチームのコーチに就任し、フォーワードの選手の指導に当たることになった。コーチ就任時の監督はサウサンプトン時代のチームメイトであるギャリー・モンクであった。
2016年7月、モンクがリーズ・ユナイテッドの監督に就任し、ビーティーはトップチームのコーチに就任した。

## 個人成績
| 所属クラブ     | シーズン     | 背番号 | 所属リーグ | リーグ | リーグ | FAカップ | FAカップ | リーグカップ | リーグカップ | UEFA主催 | UEFA主催 | 期間通算 | 期間通算 |
| 所属クラブ     | シーズン     | 背番号 | 所属リーグ | 出場数 | 得点   | 出場数   | 得点     | 出場数       | 得点         | 出場数   | 得点     | 出場数   | 得点     |
| -------------- | ------------ | ------ | ---------- | ------ | ------ | -------- | -------- | ------------ | ------------ | -------- | -------- | -------- | -------- |
| ブラックバーン | 1996-97      | 30     | プレミア   | 1      | 0      | -        | -        | 1            | 0            | -        | -        | 2        | 0        |
| ブラックバーン | 1997-98      | 34     | プレミア   | 3      | 0      | 1        | 0        | 1            | 0            | -        | -        | 5        | 0        |
| 期間通算       |              |        |            | 4      | 0      | 1        | 0        | 2            | 0            | 0        | 0        | 7        | 0        |
| サウサンプトン | 1998-99      | 16     | プレミア   | 35     | 5      | 2        | 0        | 2            | 1            | -        | -        | 39       | 6        |
| サウサンプトン | 1999-00      | 16     | プレミア   | 18     | 0      | 1        | 0        | 3            | 0            | -        | -        | 22       | 0        |
| サウサンプトン | 2000-01      | 16     | プレミア   | 37     | 11     | 4        | 1        | 2            | 0            | -        | -        | 43       | 12       |
| サウサンプトン | 2001-02      | 9      | プレミア   | 28     | 12     | -        | -        | 3            | 2            | -        | -        | 31       | 14       |
| サウサンプトン | 2002-03      | 9      | プレミア   | 38     | 23     | 7        | 1        | 2            | 0            | -        | -        | 47       | 24       |
| サウサンプトン | 2003-04      | 9      | プレミア   | 37     | 14     | 1        | 0        | 2            | 3            | 2        | 0        | 42       | 17       |
| サウサンプトン | 2004-05      | 9      | プレミア   | 11     | 3      | -        | -        | -            | -            | -        | -        | 11       | 3        |
| 期間通算       |              |        |            | 204    | 68     | 15       | 2        | 14           | 6            | 2        | 0        | 235      | 76       |
| エヴァートン   | 2004-05      | 8      | プレミア   | 11     | 1      | 2        | 1        | -            | –            | -        | -        | 13       | 2        |
| エヴァートン   | 2005-06      | 8      | プレミア   | 32     | 10     | 3        | 0        | 1            | 0            | 2        | 1        | 38       | 11       |
| エヴァートン   | 2006-07      | 9      | プレミア   | 33     | 2      | -        | -        | 2            | 0            | -        | -        | 35       | 2        |
| 期間通算       |              |        |            | 76     | 13     | 5        | 1        | 3            | 0            | 2        | 1        | 86       | 15       |
| シェフィールド | 2007-08      | 6      | CS         | 39     | 22     | 2        | 0        | -            | -            | -        | -        | 41       | 22       |
| シェフィールド | 2008-09      | 9      | CS         | 23     | 12     | -        | -        | 1            | 0            | -        | -        | 24       | 12       |
| 期間通算       |              |        |            | 62     | 34     | 2        | 0        | 1            | 0            | 0        | 0        | 65       | 34       |
| ストーク       | 2008-09      | 20     | プレミア   | 16     | 7      | -        | -        | -            | -            | -        | -        | 16       | 7        |
| ストーク       | 2009-10      | 9      | プレミア   | 22     | 3      | 1        | 0        | 1            | 0            | -        | -        | 24       | 2        |
| 期間通算       |              |        |            | 38     | 10     | 1        | 0        | 1            | 0            | 0        | 0        | 40       | 9        |
| レンジャーズ   | 2010-11      | 19     | SPL        | 4      | 0      | -        | -        | -            | -            | -        | -        | 4        | 0        |
| 期間通算       |              |        |            | 4      | 0      | 0        | 0        | 0            | 0            | 0        | 0        | 4        | 0        |
| キャリア通算   | キャリア通算 |        |            | 388    | 125    | 23       | 3        | 21           | 6            | 4        | 1        | 436      | 134      |